# Mètode Atlas
El mètode Atlas és un mètode utilitzat pel Banc Mundial des del 1993 per estimar la mida de les economies en termes de renda nacional bruta (RNB) en dòlars dels Estats Units.
La RNB d'un país en moneda local (nacional) es converteix en dòlars nord-americans mitjançant el factor de conversió Atlas, que utilitza una mitjana de tres anys dels tipus de canvi per suavitzar els efectes de les fluctuacions transitòries dels tipus de canvi, ajustades a la diferència entre la taxa de inflació del país (utilitzant el deflactor del producte interior brut del país) i la dels països desenvolupats (calculada utilitzant la mitjana ponderada dels drets especials de gir d'aquests països).
El rendiment resultant de dòlars nord-americans es divideix per la població mitjana d'anys del país per obtenir el RNB per capita.
El Banc Mundial afavoreix el mètode Atlas per comparar la mida relativa de les economies i l'utilitza per classificar els països en categories de rendes baixes, mitjanes i altes i així establir els requisits dels préstecs, reduint les fluctuacions a curt termini en la classificació del país.
| No. | Pais         | RNB (Mètode Atlas) | RNB        | Diferència |
| --- | ------------ | ------------------ | ---------- | ---------- |
| 1   | Estats Units | 18.357.322         | 18.968.714 | -611.392   |
| 2   | Xina         | 11.374.227         | 11.154.194 | 220.033    |
| 3   | Japó         | 4.816.892          | 5.096.371  | -279.479   |
| 4   | Alemanya     | 3.624.638          | 3.536.579  | 88.058     |
| 5   | Regne Unit   | 2.778.488          | 2.587.657  | 190.831    |
| 6   | França       | 2.590.030          | 2.504.684  | 85.346     |
| 7   | India        | 2.212.306          | 2.235.524  | -23.218    |
| 8   | Itàlia       | 1.923.095          | 1.863.085  | 60.011     |
| 9   | Brasil       | 1.835.993          | 1.758.527  | 77.466     |
| 10  | Canadà       | 1.584.177          | 1.508.495  | 75.682     |